# Lothar Matthäus
Lothar Herbert Matthäus, né le 21 mars 1961 à Erlangen, est un footballeur international allemand devenu entraîneur.
Matthäus est capitaine de l'équipe d'Allemagne qui remporte la Coupe du monde 1990. Il est pendant près de vingt ans l'un des joueurs emblématiques de la sélection allemande en participant à 5 Coupes du monde (1982, 1986, 1990, 1994 et 1998) et à 25 matchs de la compétition (un record qui n’est dépassé que par Lionel Messi en 2022). Le seul trophée qui lui échappe est la Coupe des clubs champions européens, malgré deux finales disputées en 1987 et 1999.
Considéré comme l'un des meilleurs footballeurs de sa génération, il reçoit le Ballon d'or en 1990 et est nommé Meilleur footballeur de l'année FIFA en 1991. Il fait partie du FIFA 100, la liste des meilleurs footballeurs établis par Pelé pour les 100 ans de la Fédération internationale de football association en 2004.
Plusieurs éléments de sa carrière de joueur le rapprochent de son mentor Franz Beckenbauer. Il est d'abord un joueur diversifié et véritable meneur d'hommes en plus d'être l'homme fort du Bayern Munich dans les années 1980 puis 1990 comme l'était le Kaiser dix ans plus tôt. Autres points communs, ils jouent tous deux milieu de terrain avant de reculer au poste de libéro et finissent leur carrière aux États-Unis.

## Biographie

### Joueur

#### Enfance

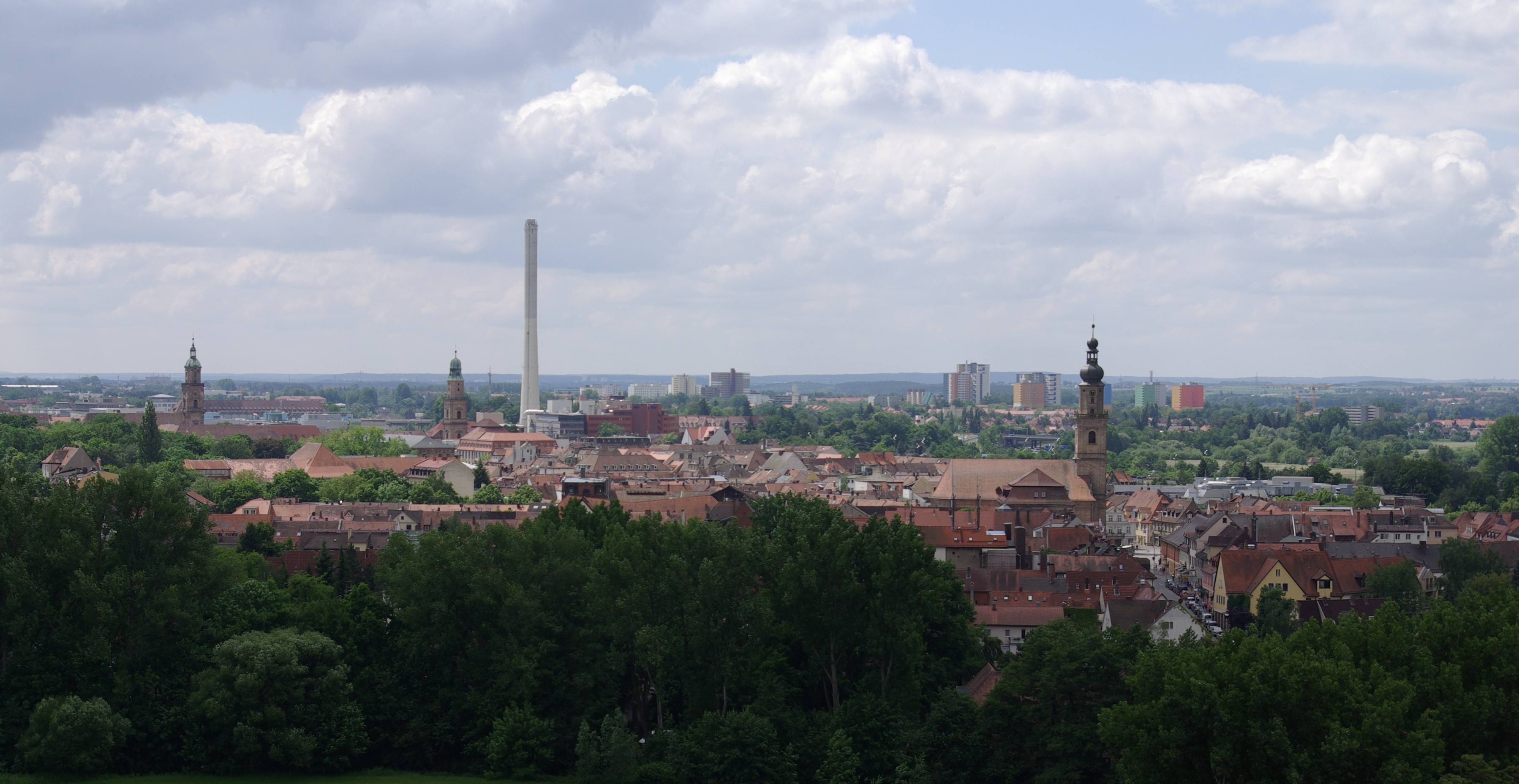
Erlangen, sa ville natale.

Lothar Herbert Matthäus voit le jour en mars 1961 à Erlangen en Bavière. Il débute à l'âge de neuf ans son parcours dans le monde du football. Matthäus s'inscrit dans le club de football local de la petite ville de Herzogenaurach, connue pour accueillir sur son territoire le siège de l'entreprise Adidas. À l'issue de sa scolarité, il entame une formation de tapissier-décorateur, qu'il mène à bien tout en accordant une grande partie de son attention au football. Il devient vite évident que l'avenir du jeune homme se situe sur les pelouses et non dans l'ameublement et la décoration.

#### Débuts à Mönchengladbach (1979-1984)

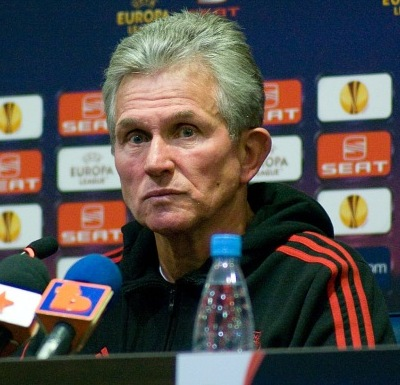
Jupp Heynckes, son premier entraineur en pro.

À 18 ans, Matthäus est appelé pour la première fois en équipe junior d'Allemagne et attire ainsi l'attention des clubs de Bundesliga. L'été 1979, le milieu de terrain rejoint le Borussia Mönchengladbach, l'une des équipes les plus titrées des années 1970. Matthäus, jeune joueur sûr de lui, ne se laisse pas impressionner par les grands noms du football qui évoluent autour de lui et convainc d'emblée son entraîneur Jupp Heynckes. Il décroche une place de titulaire au milieu de terrain dès sa première saison sous le maillot des Poulains de Mönchengladbach, qui atteignent la finale de la Coupe UEFA, où ils s'inclinent face à l'Eintracht Francfort,.
Matthäus se distingue par ses performances aussi bien à Mönchengladbach qu'en équipe nationale. Si son club n'obtient pas le succès escompté en Bundesliga, il est néanmoins régulièrement appelé en sélection par Jupp Derwall.
Lors de la saison 1983-1984, le Borussia termine la première phase avec une série de 7 victoires qui lui permet de viser le titre. Cette bonne série est cassée par l'annonce que fait Lothar Matthäus dans le vestiaire en disant qu'il signe avec le Bayern Munich pour la saison suivante. En quelques jours, celui qui est jusque-là l'idole des supporters devient le joueur le plus détesté, accompagné de « Judas ! Judas ! » à chaque match à domicile durant le reste de la compétition. Lors de la 28e journée, Matthäus rate un pénalty contre l'Eintracht Francfort qui aurait permis la victoire (1-1). L'équipe finit le championnat avec 4 victoires en 5 matchs et termine à égalité de points avec le VfB Stuttgart et le Hambourg SV mais la différence de but relègue le club à la 3e place. En Coupe d'Allemagne, Matthäus rate de nouveau l'occasion de remporter un trophée avec le Borussia Mönchengladbach en échouant lors du premier tir au but de la finale contre son futur club du Bayern Munich. Les supporters l'accusent alors d'avoir volontairement envoyé son tir au-dessus pour être bien vu de ses futurs coéquipiers.
Après 162 matchs et 36 buts sous le maillot du Borussia Mönchengladbach, il rejoint le Bayern Munich pour 2,4 millions de marks.

#### Premiers titres avec le Bayern Munich (1984-1988)

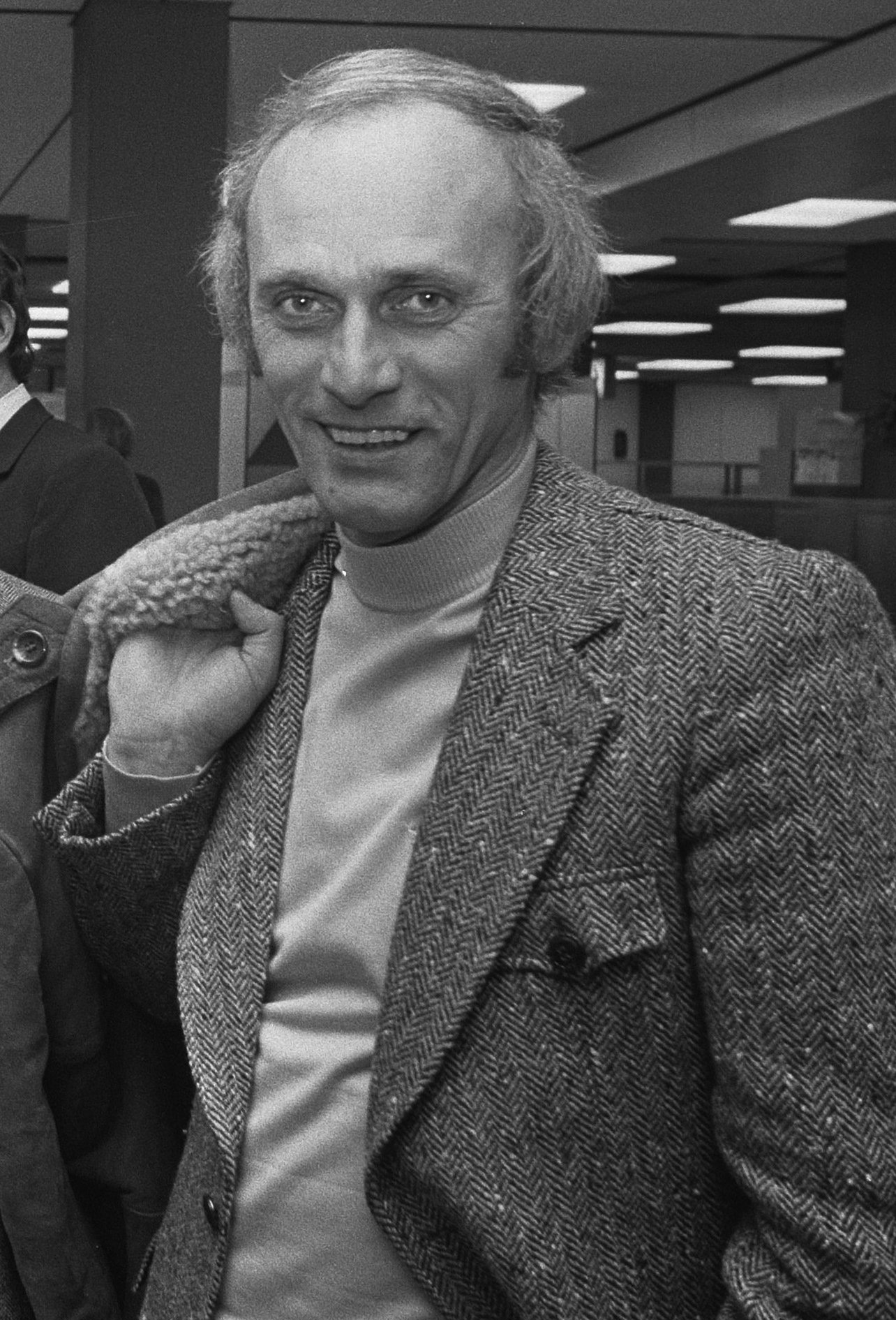
Udo Lattek, celui qui le fait venir au Bayern.

Les heures les plus glorieuses de Matthäus commencent dès 1984 avec son transfert au Bayern Munich. Sous la direction du légendaire entraîneur Udo Lattek, le joueur marche sur les traces de Breitner. Dès sa première année en Bavière, il conduit son club au titre de champion d'Allemagne. De saison en saison, le jeune milieu de terrain s'avère un joueur précieux. Au niveau international, il devient un élément phare du groupe et en club, il réussit le doublé championnat-Coupe d'Allemagne lors de sa deuxième saison sous le maillot du Bayern.
En 1987, il dispute la finale de la Ligue des champions de l'UEFA mais le Bayern qui mène 1-0 pendant une bonne partie du match encaisse deux buts du FC Porto qui scellent sa défaite. Sous les couleurs du Bayern Munich, le jeune Bavarois s'illustre comme un excellent buteur, inscrivant 57 buts en 113 matchs de championnat et finissant même à trois reprises meilleur buteur de son équipe.
Après avoir décroché sa 3e couronne nationale avec le Bayern Munich en 1987, le joueur quitte l'Allemagne pour la Serie A sous les couleurs de l'Inter Milan dirigé à l'époque par Giovanni Trapattoni.

#### Années milanaises (1988-1992)

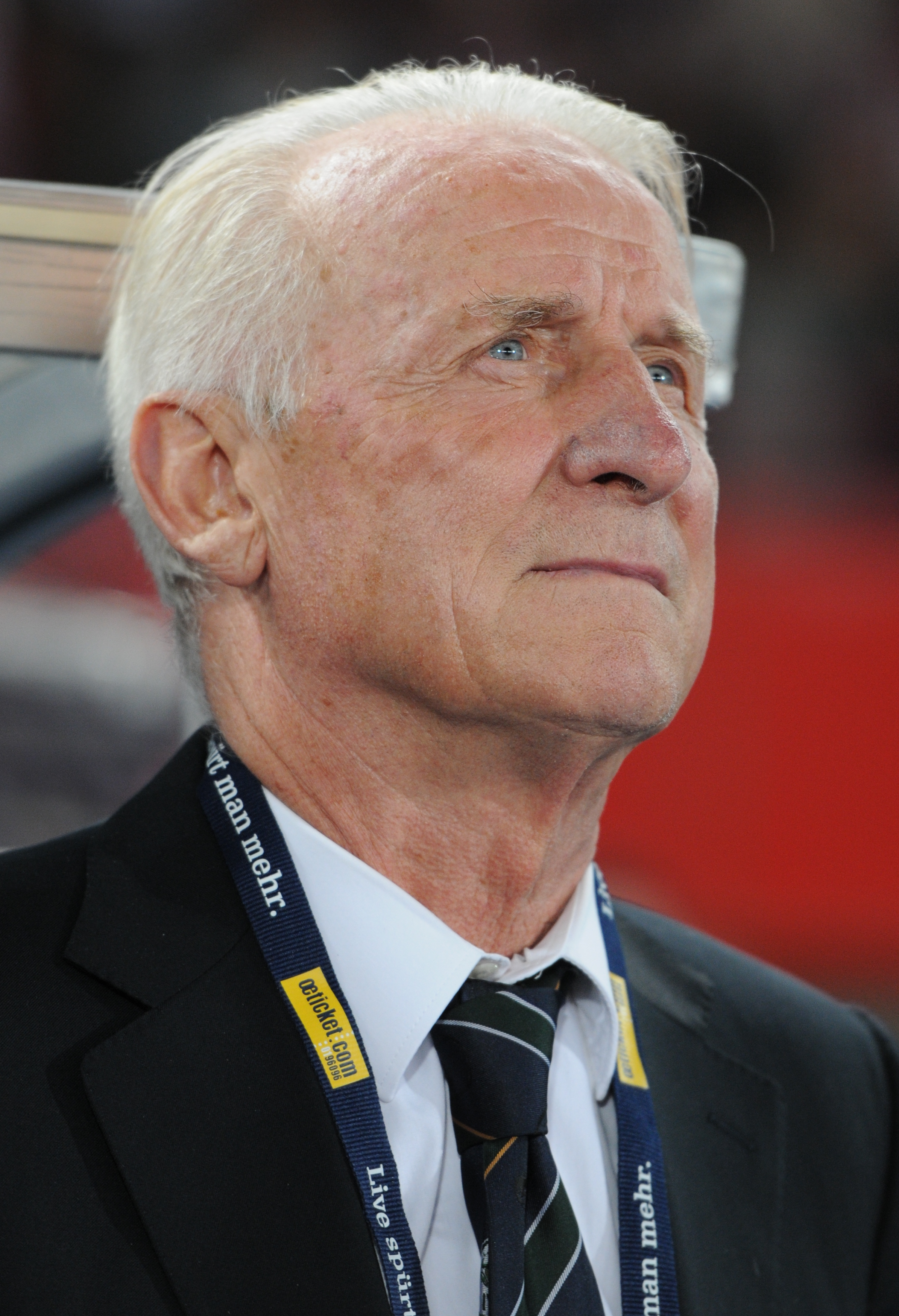
Giovanni Trapattoni

En 1988, Lothar Matthäus et son coéquipier Andreas Brehme rejoignent l'Inter Milan. Grâce aux conseils avisés du technicien italien Giovanni Trapattoni, l'Allemand devient vite une star mondiale. Comme à Munich, Lothar Matthäus remporte le championnat dès sa première saison dans son nouveau club. Son numéro favori est alors le 8, mais l'italien le convainc d'endosser le 10, pas seulement celui des meneurs techniques mais aussi des meneurs d'hommes.
Il remporte aussi la Supercoupe d'Italie. Les saisons suivantes sont moins prolifiques pour les Allemands de l'Inter Milan, rejoints par Jürgen Klinsmann en 1989, qui ne peuvent empêcher la domination des Néerlandais du Milan AC. Néanmoins, Matthäus et l'Inter remportent la Coupe UEFA 1990-1991, ce qui lui vaut notamment de se voir décerner le titre de Meilleur footballeur de l'année FIFA.
Le 12 avril 1992 contre Parme, Lothar Matthäus se blesse gravement au genou : rupture des ligaments croisés. À la fin de la saison il retourne au Bayern Munich, quittant un Inter Milan en crise. Il déclare vouloir retourner dans son pays pour des raisons personnelles et ne plus réussir à s'identifier à l'équipe italienne.

#### Retour au Bayern Munich (1992-2000)

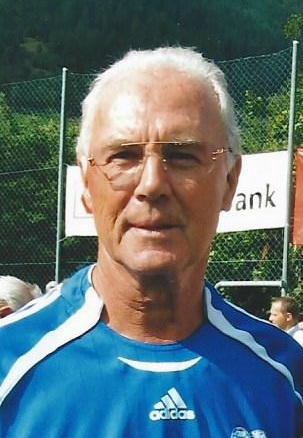
Son mentor, Franz Beckenbauer.

Après une longue pause due à une rupture des ligaments croisés, Lothar Matthäus revient au Bayern Munich. Il fête en septembre 1992 son grand retour en Bundesliga. En club comme en équipe nationale, il doit alors s'adapter à un nouveau poste : l'ancien milieu devient libéro. C'est donc en tant que défenseur qu'il remporte une nouvelle fois le championnat d'Allemagne en 1994, sous la direction de son ancien mentor Beckenbauer.
En 1995, à 34 ans, Matthäus est de nouveau en butte à une grave blessure : une rupture du tendon d'Achille qui le rend indisponible pendant plusieurs mois. Beaucoup croient y voir la fin de sa carrière, mais tant s'en faut. Grâce à une incroyable discipline et à une volonté de fer, l'international allemand retrouve la forme. En 1996, il contribue largement au triomphe du Bayern Munich en Coupe UEFA contre les Girondins de Bordeaux, une fois encore sous les ordres de Franz Beckenbauer, revenu un temps sur le banc du Bayern Munich.
Malgré son âge avancé pour un footballeur, il reste une pièce maîtresse de l'effectif du Bayern qui remporte trois autres championnats en 1997, 1999 et 2000.
En mai 1999, Lothar Matthäus dispute sa deuxième finale de Ligue des champions avec le Bayern Munich contre Manchester United. Alors que le club bavarois mène 1 à 0, il encaisse deux buts lors des arrêts de jeu.
Au début de la saison 1999-2000, Lothar Matthäus a une altercation avec Bixente Lizarazu lors d'un entraînement. Le 8 mars 2000, après une victoire 4-1 sur le Real Madrid en phase de groupe de la Ligue des champions, Matthäus quitte la pelouse du stade olympique de Munich sous une ovation du public, accompagnée des « Merci Lothar » et « Ce fut un honneur ». Il s'agit alors de son dernier match de Coupe d'Europe avec le club allemand.
À Munich, Lothar Matthäus devient l'un des joueurs de football Allemands les plus titrés de l'histoire en étant sept fois Champion d'Allemagne (1985, 1986, 1987, 1994, 1997, 1999 et 2000), remportant trois fois la Coupe DFB (1986, 1998 et 2000) et une fois la Coupe UEFA (1996). « Il y a peu de joueurs, dans l'histoire du FC Bayern, qui ont tant fait pour le club » dit Karl-Heinz Rummenigge à son sujet. Matthäus joue 302 matchs de Bundesliga pour 85 buts marqués durant sa carrière.
Au printemps 2000, Matthäus quitte le FC Bayern. Cependant, il n'exclut pas un retour : « Je laisse le temps venir à moi. Mais un jour, je voudrais être entraîneur au Bayern ».

#### Fin de carrière américaine (2000)
En signant Lothar Matthäus, les New York MetroStars et la Major League Soccer veulent imiter l'arrivée de Pelé ou Franz Beckenbauer en North American Soccer League dans les années 1970. Lors de sa première conférence de presse en tant que membre des MetroStars dans le centre de Manhattan, Matthäus déclare vouloir aider à la professionnalisation du championnat en apportant son image.
Mais en butte à des problèmes de communication du fait des nombreuses nationalités sur le terrain (Allemand, Colombiens, Américains...), les résultats sont mitigés.
En septembre 2000, après son dernier épisode aux États-Unis, Matthäus met un terme à sa carrière de joueur.
Il admet en 2011 que sa venue à New York est une erreur de parcours dans sa carrière.

#### En sélection (1979-2000)
Ses bonnes prestations en club, qu'il livre alors régulièrement en milieu de terrain, lui valent d'être retenu pour le Championnat d'Europe 1980, dans le cadre duquel il dispute son premier match en équipe nationale, face aux Pays-Bas (3-2). Il fête à l'issue du tournoi son premier grand titre avec la RFA. Les allemands s'étant imposés 2 à 1 en finale contre la Belgique. Lothar Matthäus remporte le premier trophée de sa carrière, bien qu'il n'ait joué que 17 minutes lors du tournoi.
Régulièrement appelé en sélection par Jupp Derwall, il dispute la Coupe du monde 1982 en Espagne. Mais comme avec Bernd Schuster en 1980, le sélectionneur dispose d'un joueur bien plus expérimenté que lui en la personne de Paul Breitner, si bien que Matthäus doit se contenter d'un rôle de remplaçant. Il ne participe qu'aux dernières minutes de deux matchs de poule. La RFA échoue en finale contre l'Italie (3-1).

Composition des équipes lors de la finale de la Coupe du monde 1986.

Durant son premier passage au Bayern de Munich, il s'impose comme titulaire en sélection et dispute l'Euro 1984, mais la RFA est éliminée dès les matchs de poule. En 1986, Matthäus fait partie des titulaires de la sélection qui dispute la Coupe du monde 1986 au Mexique. Sous la direction de Franz Beckenbauer, il s'illustre en milieu de terrain aux côtés de Felix Magath et conduit la Mannschaft jusqu'en finale. Matthäus et ses coéquipiers manquent le titre de peu en s'inclinant 2-3 face l'Argentine. Comme lors de la précédente édition, ils doivent se contenter de la 2e marche du podium.
C'est en mars 1987 que Matthäus porte pour la première fois le brassard de capitaine de l'Allemagne. Beckenbauer lui accorde toute sa confiance, qui livre en retour de brillantes prestations. À la suite de la retraite de Karl-Heinz Rummenigge, il est nommé capitaine de la Mannschaft pour l'Euro 1988. Celui-ci s'achève en demi-finale pour les Allemands qui sont battus 2 à 1 (dont un but sur pénalty de Matthäus) par les Pays-Bas.
Lors de la Coupe du monde 1990, déjà sa troisième à seulement 29 ans, le capitaine et meneur de jeu conduit l'Allemagne jusqu'au titre mondial. À l'époque, il joue à l'Inter Milan et vit à 15 kilomètres du camp de base choisi par la délégation allemande. « J'avais donc l'impression d'être chez moi, ce qui était un sentiment très intense. Nous avons joué cinq matches à San Siro, dans mon jardin. Je jouais là-bas une semaine sur deux avec l'Inter en Serie A. J'ai pu compter sur le soutien des supporters allemands et italiens. C'était quelque chose ! Tous les fans de l'Inter étaient derrière nous, car Andreas Brehme et Jürgen Klinsmann portaient aussi le maillot nerazzurro. Il y avait un lien très fort entre ce club et notre équipe ».
Il s'illustre dès le premier match en inscrivant deux buts lors de la victoire 4 à 1 contre la Yougoslavie, puis un nouveau but lors du second match contre les Émirats arabes unis (victoire 5 à 1). En huitième de finale, les allemands éliminent les rivaux néerlandais 2 à 1, puis c'est un pénalty de Matthäus qui sort la Tchécoslovaquie en quart de finale (1-0). À l'issue d'une demi-finale remportée aux tirs au but contre l'Angleterre, la RFA est opposée à l'Argentine dans ce qui apparaît comme une revanche de la finale ayant eu lieu quatre ans plus tôt. Cette fois-ci, c'est la RFA qui l'emporte sur un pénalty d'Andreas Brehme (1-0).
Après la compétition, il est sacré Footballeur allemand de l'année et remporte le Ballon d'or récompensant le footballeur européen de l'année. Un an plus tard, il est le premier à recevoir le trophée de Meilleur footballeur de l'année FIFA.

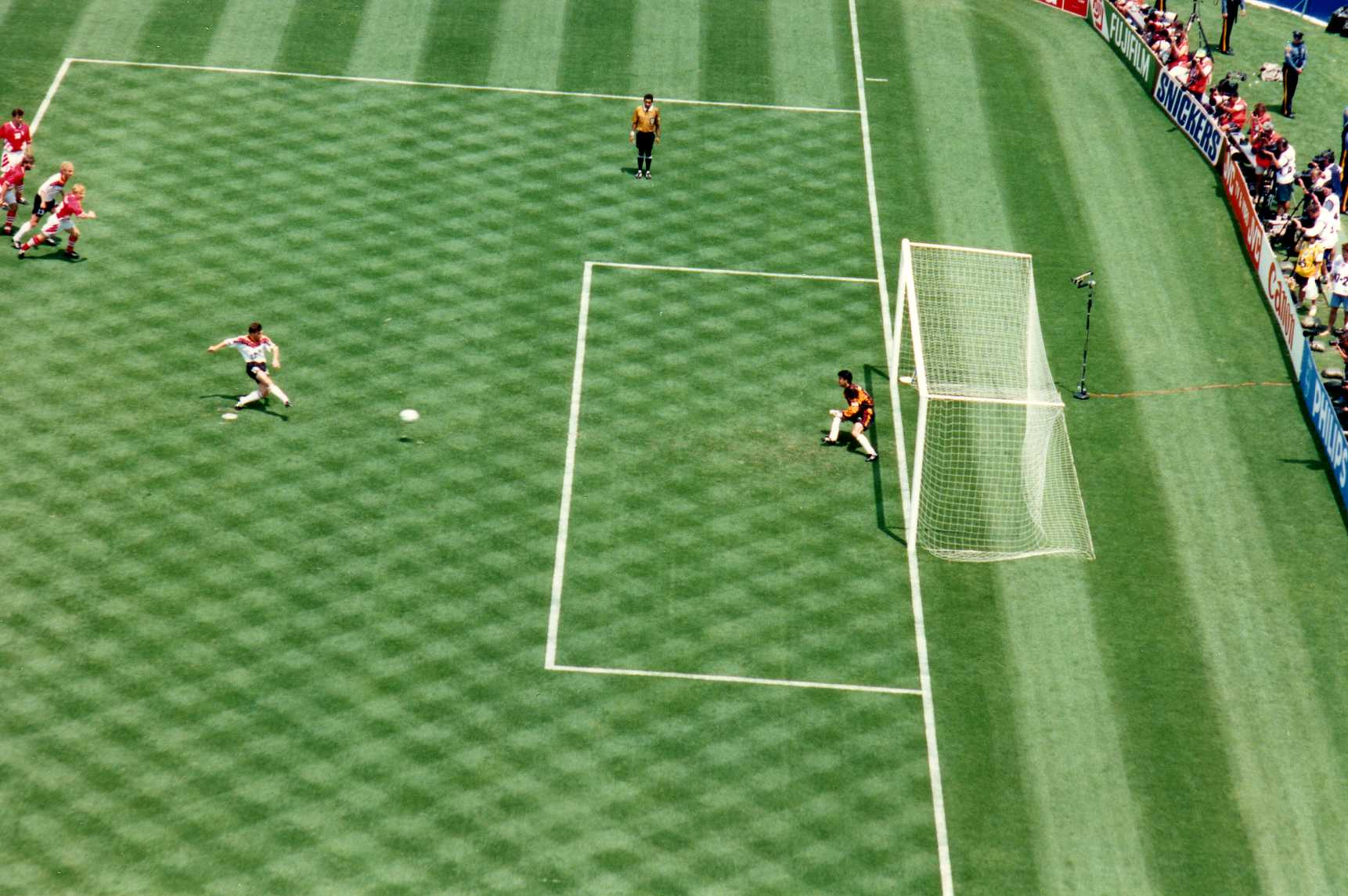
Pénalty transformé lors de la Coupe du monde 1994 contre la Bulgarie.

Il déclare plus tard en se rappelant soulever le trophée : « C'était fabuleux ! Un titre de champion du monde, ça ne s'oublie jamais. Tout le monde s'en souvient. On peut remporter beaucoup de titres au cours de sa carrière, mais celui-ci n'a rien à voir avec les autres. Tous les footballeurs rêvent de vivre un moment pareil. Moi, j'ai eu la chance de gagner une Coupe du monde en tant que capitaine ». Il considère même cette victoire comme l'apogée de sa carrière : « J'ai connu d'autres grands moments, mais ce tournoi surpasse tout le reste. Ce succès est d'autant plus magnifique qu'il a eu lieu dans le pays qui possédait à l'époque le championnat le plus relevé de la planète. Diego Maradona, Careca, Ruud Gullit et Frank Rijkaard … ils jouaient tous en Serie A. Nos matches ont contribué à rendre cette épopée mémorable ».

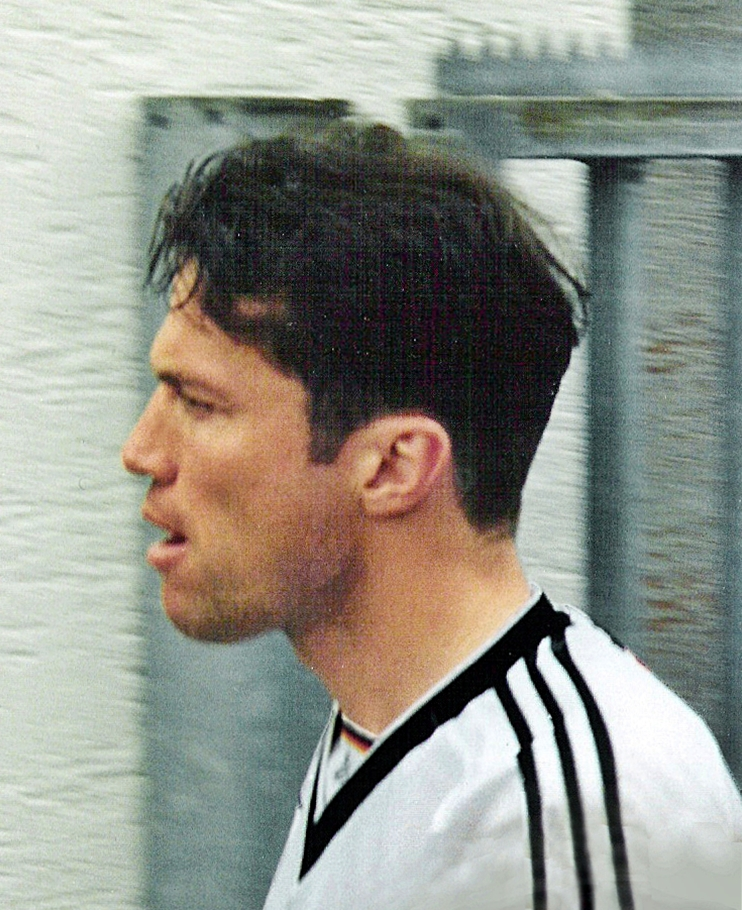
Lors d'un entrainement avec la sélection allemande.

En 1992, Matthäus est écarté des terrains pendant de longs mois en raison d'une rupture des ligaments croisés et il n'est pas retenu pour l'Euro 1992. En club comme en équipe nationale, il doit s'adapter à un nouveau poste : l'ancien milieu devient libéro. Le Mondial 94 aux États-Unis est cependant une déception : Matthäus et ses coéquipiers de la Mannschaft sont éliminés en quart de finale par la Bulgarie (2-1).
Cependant, si beaucoup de joueurs comme Buchwald, Völler, Berthold ou Illgner décident de prendre leur retraite à la fin du tournoi, Matthäus à 33 ans n'envisage pas de quitter la NationalMannschaft. Néanmoins, brouillé avec le sélectionneur Berti Vogts, Matthäus ne dispute pas l'Euro 1996 en Angleterre (qui verra l'Allemagne remporter le titre). Deux ans plus tard, à 37 ans, il participe tout de même à la Coupe du monde 1998 en France. En quart de finale, il joue contre la Croatie (0-3) son dernier match dans le cadre de ce tournoi, battant à cette occasion le record du plus grand nombre de rencontres disputées en phase finale de Coupe du monde FIFA (25 matches). Ce record de 25 match disputés, sera dépassé par Lionel Messi à l'occasion de la finale de la Coupe du monde 2022.
Son dernier grand tournoi, en 2000, s'achève sur une déception. Lors du Championnat d'Europe, Matthäus et ses coéquipiers sont éliminés dès le 1er tour. Le dernier match de groupe de l'Allemagne contre le Portugal (0-3) marque la fin d'un parcours de 20 ans en équipe nationale, au cours duquel il est sélectionné à 150 reprises et participe à cinq éditions de la Coupe du monde de la FIFA.

### Carrière d'entraîneur (depuis 2001)
Lors de la saison 2001-2002, Lothar Matthäus fait ses débuts au poste d'entraîneur. Il devient directeur sportif du Rapid Vienne mais ne reste qu'une saison, terminée à la 8e place (sur 10) de Bundesliga autrichienne,.
La saison suivante, Lothar Matthäus prend les rênes du Partizan Belgrade pour 18 mois (plus un an en option) en décembre 2002 à la suite de la démission de l'entraineur en poste. Il décroche le premier titre de Championnat de Serbie-et-Monténégro mis en jeu et se qualifie pour la Ligue des champions de l'UEFA. Mais à la surprise du club serbe, Matthäus démissionne de son poste à la fin du dernier match de la phase aller de la saison 2003-2004, le 13 décembre 2003.
À partir de janvier 2004, il entraîne pour la première fois une équipe nationale, la Hongrie. Mais comme sa sélection ne parvient pas à décrocher son billet pour la Coupe du monde 2006, son contrat n'est pas prolongé.
Démis de ses fonctions fin 2005, il critique en novembre 2007 la politique et l'attitude de la Fédération hongroise de football.

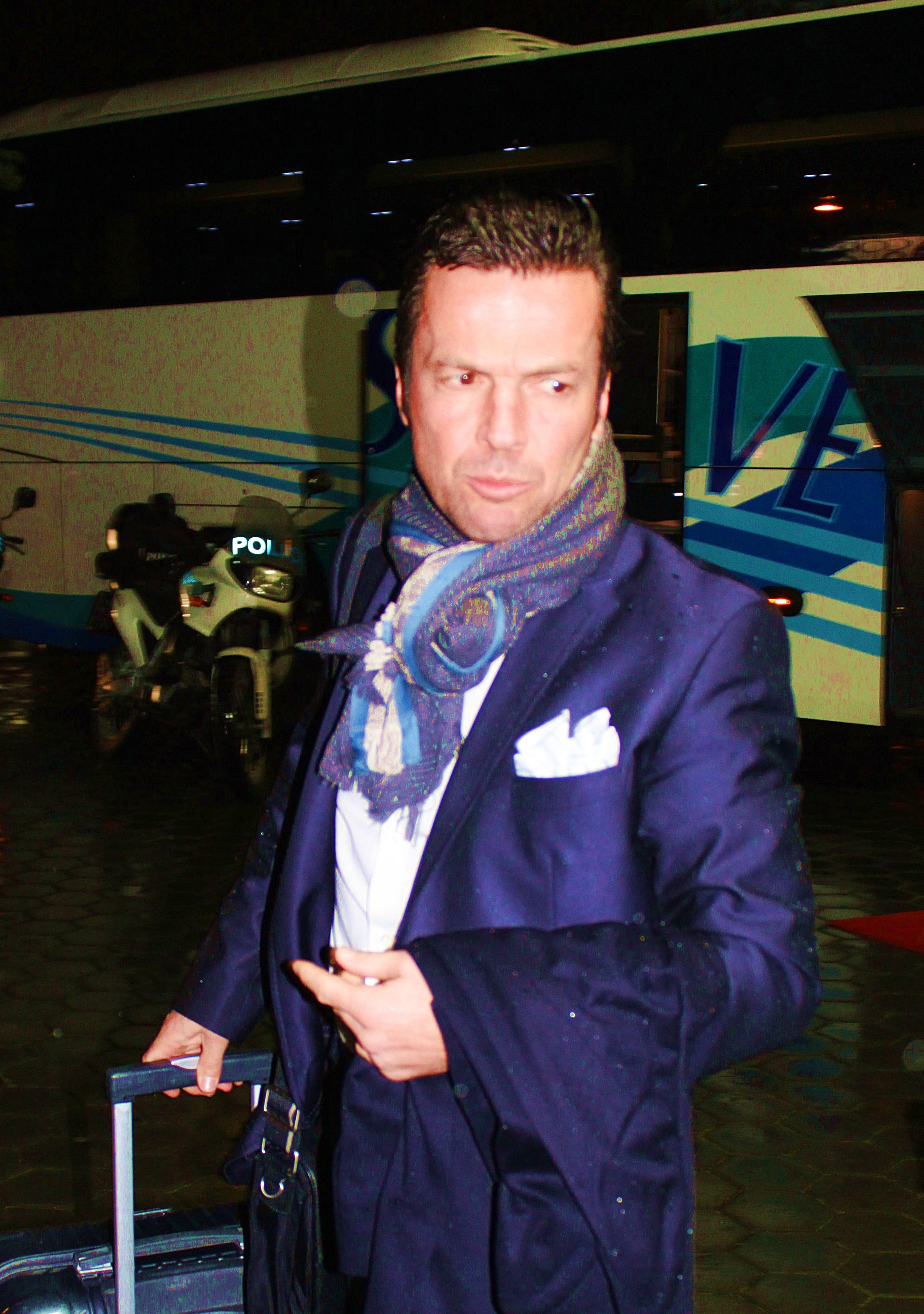
Matthäus en novembre 2010.

Le 1er février 2006, Matthäus prend en charge l'équipe brésilienne de l'Atlético Paranaense et signe un contrat d'un an. Il démissionne le 18 mars pour raisons familiales (après sept matchs), sa famille étant restée vivre à Budapest.
Il rentre en Europe et envoie sa démission par fax, deux semaines après son départ, sans même chercher à récupérer ses affaires restées sur place.

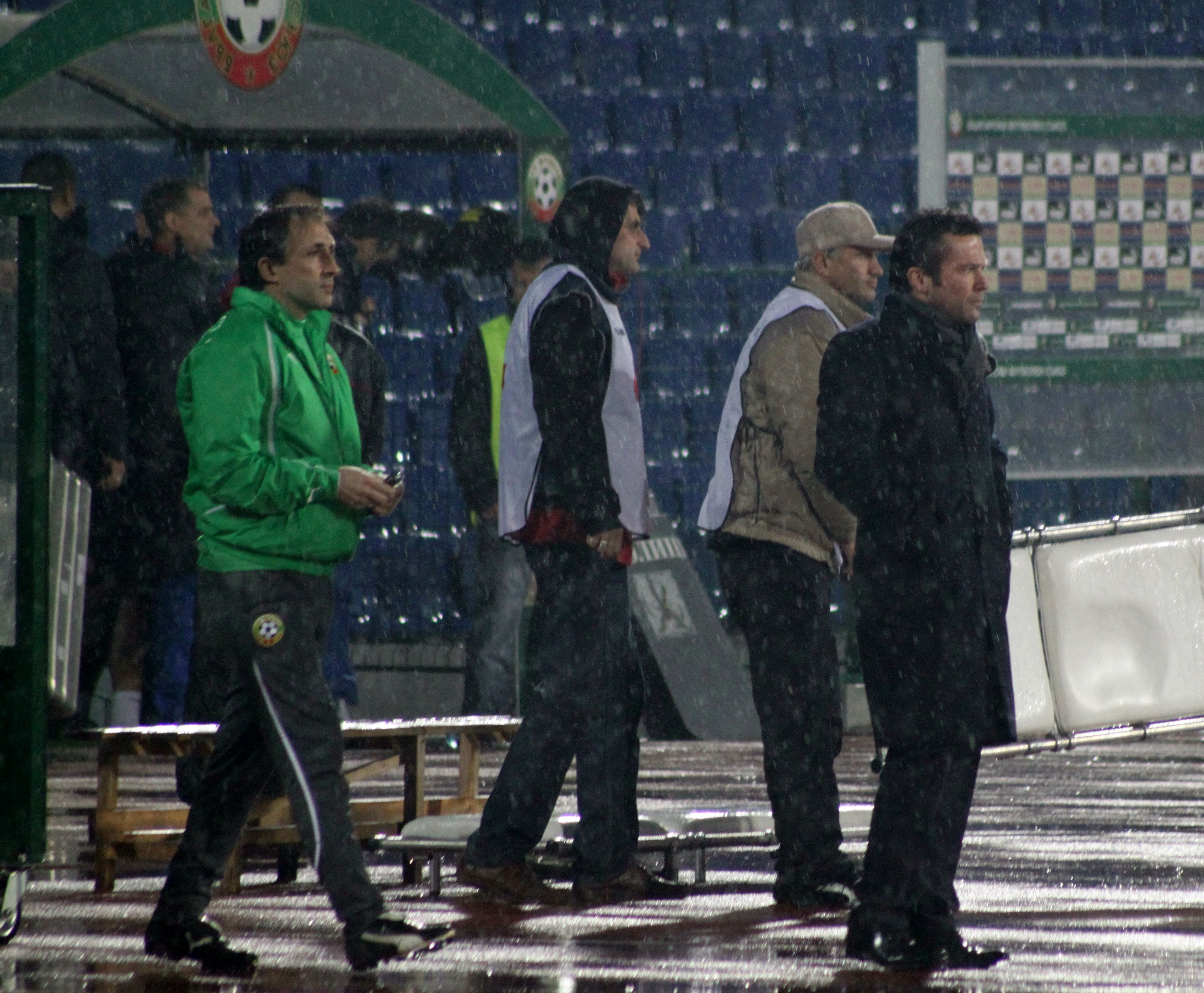
Matthäus (à droite) à la tête de la Bulgarie en novembre 2010.

En mai 2006, il devient l’adjoint de Giovanni Trapattoni au Red Bull Salzbourg. Mais à la fin de la saison, les dirigeants du club décident de mettre un terme à la coopération avec Lothar Matthäus. Il aurait souffert de n'être qu’adjoint aux côtés de l'Italien.
Un temps pressenti à la tête de l'équipe nationale bosniaque fin 2007, Matthäus fait l'objet d'une mesure exceptionnelle de la part de la Fédération allemande de football qui lui délivre son diplôme d'entraîneur à l'issue d'un stage de seulement 4 mois (entre février et mai 2008), contre deux années normalement, pour services rendus au football allemand.
Durant ce stage, Lothar Matthäus signe un contrat de 2 ans avec le club israélien du Maccabi Netanya à partir de l'été 2008. Il quitte l'équipe à l'issue de la saison 2008-2009, à la moitié de son contrat, pour raisons financières,.
En juin 2009, Matthäus confie au quotidien allemand Bild ne pas comprendre pourquoi aucun club de Bundesliga n'est prêt à lui donner sa chance comme entraîneur. Il suppose alors que son passé au Bayern Munich, club le plus titré mais pas le plus apprécié d'Allemagne, lui bouche des voies comme celle du 1. FC Nuremberg en 2006.
En septembre 2010, Matthäus s'engage comme sélectionneur de la Bulgarie pour un an plus deux en option. Mais l'équipe n'ayant pu se qualifier pour l'Euro 2012, son contrat n'est pas renouvelé. Il s'agit de sa dernière expérience en date d’entraîneur professionnel. En 2022, il devient entraîneur d'une équipe de jeunes du TSV Grünwald dans laquelle évolue son fils.

### Vie privée
Lothar Matthäus est père de trois enfants. En 2008, Loddar, comme le surnomment certains médias allemands, épouse en quatrièmes noces une jeune femme de 26 ans sa cadette.

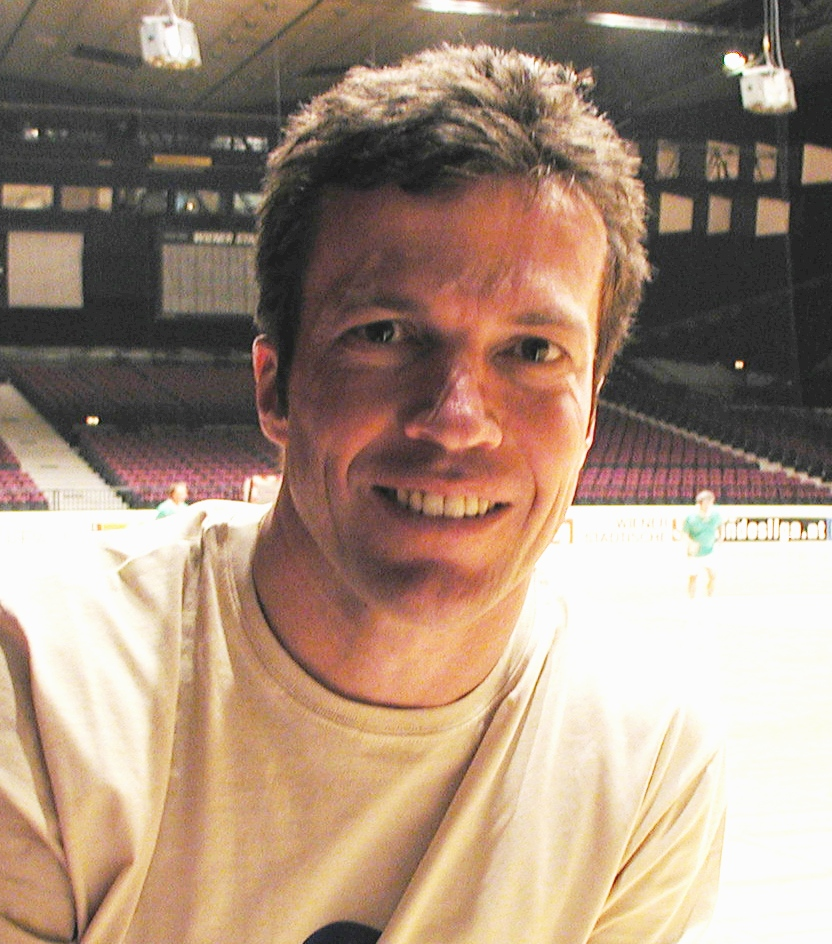
Lothar Matthäus en 2002.

En janvier 2012, il annonce qu'il sera la star d'une télé-réalité consacrée à sa vie.
Entre autres, le footballeur allemand apparaît dans un épisode de la célèbre série policière allemande Alerte Cobra, dans une scène au cours de laquelle il fait une course de voiture avec le duo phare de la série.

## Style de jeu
En Allemagne, Lothar Matthäus est considèré comme l'archétype du meneur d'hommes. Celui qui est là pour souder l'équipe et encourager ses coéquipiers. Il communique avec ses partenaires et s'efforce de comprendre les problèmes des uns et des autres. Il est le représentant de l'entraîneur sur le terrain. Lors de la Coupe du monde 1990, il essaye de faire passer le message de Franz Beckenbauer. En tant que footballeur, Matthäus est caractérisé par sa puissance physique, sa vision de jeu, sa volonté de se battre et la puissance de ses tirs.
S'il n'est pas Pelé, Lothar Matthäus est l'un de ceux autour desquels on articule une équipe et sur lesquels on peut compter. Matthäus, indépendamment d'une énergie vitale exceptionnelle et d'un goût réel pour l'engagement et le contact, est un footballeur de règle et de conscience. Individuellement, il n'est sublime en rien ; mais il est bon dans toutes les expressions du jeu et assez remarquable dans l'utilisation de sa frappe de balle. Cela lui permet d'être à l'aise dans toutes les zones du champ et de passer sans gêne ni fausse note de la défense à la création,.
Il se distingue aussi dans l'exercice des coups francs et des pénaltys.

## Palmarès

### Joueur
| Borussia Mönchengladbach                                                 | Bayern Munich | Inter Milan | New York MetroStars                                                                           | RFA/Allemagne |
| - Coupe UEFA - Finaliste en 1980 - Coupe d’Allemagne - Finaliste en 1984 | - Championnat d'Allemagne (7) - Champion en 1985, 1986, 1987, 1994, 1997, 1999 et 2000 - Vice-champion en 1988, 1993, 1996 et 1998 - Coupe d'Allemagne (3) - Vainqueur en 1986, 1998 et 2000 - Finaliste en 1985 et 1999 - Supercoupe d'Allemagne (1) - Vainqueur en 1987 - Finaliste en 1994 - Coupe de la Ligue (3) - Vainqueur en 1997, 1998 et 1999 - Coupe / Ligue des champions - Finaliste en 1987 et 1999 - Coupe UEFA (1) - Vainqueur en 1996 | - Championnat d'Italie (1) - Champion en 1989 - Supercoupe d'Italie (1) - Vainqueur en 1989 - Coupe UEFA (1) - Vainqueur en 1991 | - Major League Soccer - Vainqueur de la conférence Est et demi-finaliste des play-off en 2000 | - Coupe du monde (1) - Vainqueur en 1990 - Finaliste en 1982 et 1986 - Championnat d'Europe (1) - Vainqueur en 1980 - Demi-finaliste en 1988 |

### Entraîneur
- Champion de Serbie-et-Monténégro en 2003 avec le Partizan Belgrade
- Champion d'Autriche en 2007 avec le Red Bull Salzbourg

### Distinctions individuelles
| Titres internationaux | Titres nationaux | Record |
| --- | --- | --- |
| - Ballon d'or - Vainqueur en 1990 - 3e en 1991 - Onze d'or - Vainqueur en 1990 - 3e en 1991 - Meilleur footballeur de l'année FIFA en 1991 - Joueur de l'Année 1990 par World Soccer - Membre du FIFA 100 en 2004 - Membre de la Ballon d'Or Dream Team en 2020 | - Homme de l'année dans le football allemand en 1999 par Kicker - Joueur de l'année à l'Inter Milan en 1991 - Footballeur allemand de l'année en 1990 et 1999 - Ordre bavarois du Mérite en 2001 | - Équipe d'Allemagne - Recordman de sélections (150) - Recordman de capitanats (75) - Plus vieux joueur à participer à un match (39 ans) - Plus vieux buteur (38 ans et 128 jours) |

#### Ballon d'or 1990
| # | Nom       | Points |
| - | --------- | ------ |
| 1 | Matthäus  | 137    |
| 2 | Schillaci | 84     |
| 3 | Brehme    | 68     |

Lothar Matthäus n'a pas eu beaucoup de concurrents aussi rayonnants que lui pendant les douze mois de l'année. Schillaci ne dansa qu'un seul été durant le Mondial ; Brehme, le brillant arrière latéral, fut dans l'ombre de son coéquipier ; Gascoigne ne confirme pas tous les espoirs placés en lui ; les Néerlandais Gullit, Van Basten et Rijkaard ne brillent qu'avec le Milan AC et les Belges, les Espagnols et les Yougoslaves s'arrêtent en bon chemin. Matthäus consacre donc la renaissance du football allemand et respecte la tradition d'ouverture des décennies par un Ballon d'or germanique : Müller en 1970, Rummenigge en 1980 et Matthäus, donc, en 1990. Il permet également, avec un 6e trophée, de remettre les Allemands à égalité avec les Néerlandais (Cruyff, trois ; Gullit, un ; Van Basten, deux) et amène l'Inter Milan à réduire son terrible écart avec le Milan AC (quatre Ballons d'or) à l'occasion de son premier succès.

## Statistiques

### Joueurs

#### Générales
Le tableau ci-dessous résume les statistiques en match officiel de Lothar Matthäus durant sa carrière de joueur professionnel,,,,.
| Saison                | Club                     | Championnat           | Championnat | Championnat | Championnat | Coupe nationale | Coupe nationale | Coupe nationale | Coupe de la Ligue | Coupe de la Ligue | Coupe de la Ligue | Supercoupe | Supercoupe | Supercoupe | Compétition(s) continentale(s) | Compétition(s) continentale(s) | Compétition(s) continentale(s) | Compétition(s) continentale(s) | Play-offs | Play-offs | Play-offs | Allemagne de l'Ouest | Allemagne de l'Ouest | Allemagne de l'Ouest | Total | Total | Total |
| Saison                | Club                     | Division              | M.          | B.          | P.d.        | M.              | B.              | P.d.            | M.                | B.                | P.d.              | M.         | B.         | P.d.       | Comp.                          | M.                             | B.                             | P.d.                           | M.        | B.        | P.d.      | M.                   | B.                   | P.d.                 | M.    | B.    | P.d.  |
| 1979-1980             | Borussia Mönchengladbach | Bundesliga            | 28          | 4           | 0           | 2               | 0               | 0               | -                 | -                 | -                 | -          | -          | -          | C3                             | 11                             | 2                              | 0                              | -         | -         | -         | 1                    | 0                    | 0                    | 42    | 6     | 0     |
| 1980-1981             | Borussia Mönchengladbach | Bundesliga            | 33          | 10          | 0           | 5               | 2               | 0               | -                 | -                 | -                 | -          | -          | -          | -                              | -                              | -                              | -                              | -         | -         | -         | -                    | -                    | -                    | 38    | 12    | 0     |
| 1981-1982             | Borussia Mönchengladbach | Bundesliga            | 33          | 3           | 0           | 5               | 4               | 0               | -                 | -                 | -                 | -          | -          | -          | C3                             | 4                              | 1                              | 0                              | -         | -         | -         | 8                    | 0                    | 0                    | 50    | 8     | 0     |
| 1982-1983             | Borussia Mönchengladbach | Bundesliga            | 34          | 8           | 0           | 5               | 2               | 0               | -                 | -                 | -                 | -          | -          | -          | -                              | -                              | -                              | -                              | -         | -         | -         | 5                    | 0                    | 1                    | 44    | 10    | 1     |
| 1983-1984             | Borussia Mönchengladbach | Bundesliga            | 34          | 11          | 0           | 6               | 4               | 0               | -                 | -                 | -                 | -          | -          | -          | -                              | -                              | -                              | -                              | -         | -         | -         | 12                   | 0                    | 0                    | 52    | 15    | 0     |
| Sous-total            | Sous-total               | Sous-total            | 162         | 36          | 0           | 23              | 12              | 0               | -                 | -                 | -                 | -          | -          | -          | -                              | 15                             | 3                              | 0                              | -         | -         | -         | 26                   | 0                    | 1                    | 226   | 51    | 1     |
| 1984-1985             | Bayern Munich            | Bundesliga            | 33          | 16          | 0           | 6               | 0               | 1               | -                 | -                 | -                 | -          | -          | -          | C2                             | 5                              | 1                              | 0                              | -         | -         | -         | 9                    | 1                    | 1                    | 53    | 18    | 2     |
| 1985-1986             | Bayern Munich            | Bundesliga            | 23          | 10          | 7           | 6               | 2               | 1               | -                 | -                 | -                 | -          | -          | -          | C1                             | 3                              | 0                              | 0                              | -         | -         | -         | 13                   | 2                    | 2                    | 45    | 14    | 10    |
| 1986-1987             | Bayern Munich            | Bundesliga            | 31          | 14          | 1           | 3               | 1               | 0               | -                 | -                 | -                 | -          | -          | -          | C1                             | 7                              | 4                              | 0                              | -         | -         | -         | 5                    | 1                    | 1                    | 46    | 20    | 2     |
| 1987-1988             | Bayern Munich            | Bundesliga            | 26          | 17          | 0           | 4               | 3               | 0               | -                 | -                 | -                 | 1          | 0          | 0          | C1                             | 4                              | 1                              | 0                              | -         | -         | -         | 12                   | 3                    | 1                    | 47    | 24    | 1     |
| Sous-total            | Sous-total               | Sous-total            | 113         | 57          | 8           | 19              | 6               | 2               | -                 | -                 | -                 | 1          | 0          | 0          | -                              | 19                             | 6                              | 0                              | -         | -         | -         | 39                   | 7                    | 5                    | 191   | 76    | 15    |
| 1988-1989             | Inter Milan              | Serie A               | 32          | 9           | 0           | -               | -               | -               | -                 | -                 | -                 | -          | -          | -          | C3                             | 5                              | 0                              | 0                              | -         | -         | -         | 4                    | 1                    | 2                    | 41    | 10    | 2     |
| 1989-1990             | Inter Milan              | Serie A               | 25          | 11          | 8           | -               | -               | -               | -                 | -                 | -                 | -          | -          | -          | C1                             | 2                              | 0                              | 0                              | -         | -         | -         | 12                   | 6                    | 1                    | 39    | 17    | 9     |
| 1990-1991             | Inter Milan              | Serie A               | 31          | 16          | 0           | 3               | 1               | 0               | -                 | -                 | -                 | -          | -          | -          | C3                             | 12                             | 6                              | 0                              | -         | -         | -         | 7                    | 4                    | 4                    | 53    | 27    | 4     |
| 1991-1992             | Inter Milan              | Serie A               | 27          | 4           | 0           | 2               | 0               | 0               | -                 | -                 | -                 | -          | -          | -          | C3                             | 2                              | 0                              | 1                              | -         | -         | -         | 5                    | 1                    | 0                    | 36    | 5     | 1     |
| Sous-total            | Sous-total               | Sous-total            | 115         | 40          | 8           | 5               | 1               | 0               | -                 | -                 | -                 | -          | -          | -          | -                              | 21                             | 6                              | 1                              | -         | -         | -         | 28                   | 12                   | 0                    | 169   | 59    | 9     |
| 1992-1993             | Bayern Munich            | Bundesliga            | 28          | 8           | 8           | -               | -               | -               | -                 | -                 | -                 | -          | -          | -          | -                              | -                              | -                              | -                              | -         | -         | -         | 8                    | 0                    | 3                    | 36    | 8     | 11    |
| 1993-1994             | Bayern Munich            | Bundesliga            | 33          | 8           | 5           | 3               | 1               | 0               | -                 | -                 | -                 | -          | -          | -          | C3                             | 4                              | 1                              | 0                              | -         | -         | -         | 16                   | 1                    | 2                    | 56    | 11    | 7     |
| 1994-1995             | Bayern Munich            | Bundesliga            | 16          | 5           | 4           | 1               | 0               | 0               | -                 | -                 | -                 | 1          | 0          | 0          | C1                             | 6                              | 0                              | 0                              | -         | -         | -         | 5                    | 2                    | 0                    | 29    | 7     | 4     |
| 1995-1996             | Bayern Munich            | Bundesliga            | 19          | 1           | 4           | -               | -               | -               | -                 | -                 | -                 | -          | -          | -          | C3                             | 7                              | 0                              | 1                              | -         | -         | -         | -                    | -                    | -                    | 26    | 1     | 5     |
| 1996-1997             | Bayern Munich            | Bundesliga            | 28          | 1           | 4           | 3               | 0               | 0               | -                 | -                 | -                 | -          | -          | -          | C3                             | 2                              | 0                              | 0                              | -         | -         | -         | -                    | -                    | -                    | 33    | 1     | 4     |
| 1997-1998             | Bayern Munich            | Bundesliga            | 25          | 3           | 2           | 3               | 0               | 1               | 2                 | 0                 | 0                 | -          | -          | -          | C1                             | 5                              | 0                              | 0                              | -         | -         | -         | 7                    | 0                    | 0                    | 42    | 3     | 3     |
| 1998-1999             | Bayern Munich            | Bundesliga            | 25          | 1           | 2           | 5               | 0               | 1               | 2                 | 0                 | 0                 | -          | -          | -          | C1                             | 12                             | 1                              | 0                              | -         | -         | -         | 10                   | 1                    | 1                    | 54    | 3     | 4     |
| 1999-2000             | Bayern Munich            | Bundesliga            | 15          | 1           | 2           | 2               | 0               | 0               | 2                 | 0                 | 0                 | -          | -          | -          | C1                             | 9                              | 0                              | 0                              | -         | -         | -         | 5                    | 0                    | 0                    | 33    | 1     | 2     |
| Sous-total            | Sous-total               | Sous-total            | 189         | 28          | 31          | 17              | 1               | 2               | 6                 | 0                 | 0                 | 1          | 0          | 0          | -                              | 45                             | 2                              | 1                              | -         | -         | -         | 51                   | 4                    | 6                    | 309   | 35    | 40    |
| 2000                  | MetroStars               | Major League Soccer   | 16          | 0           | 3           | 2               | 0               | 0               | -                 | -                 | -                 | -          | -          | -          | -                              | -                              | -                              | -                              | 5         | 0         | 0         | 6                    | 0                    | 0                    | 29    | 0     | 3     |
| Sous-total            | Sous-total               | Sous-total            | 16          | 0           | 3           | 2               | 0               | 0               | -                 | -                 | -                 | -          | -          | -          | -                              | -                              | -                              | -                              | 5         | 0         | 0         | 6                    | 0                    | 0                    | 29    | 0     | 3     |
| Total sur la carrière | Total sur la carrière    | Total sur la carrière | 595         | 161         | 50          | 66              | 20              | 4               | 6                 | 0                 | 0                 | 2          | 0          | 0          | -                              | 100                            | 17                             | 2                              | 5         | 0         | 0         | 150                  | 23                   | 12                   | 924   | 221   | 68    |

#### En sélection

##### Générales
Lothar Matthäus joue 150 matchs avec le maillot de l'équipe de RFA et marque 23 buts. Il connait la victoire à 87 reprises (72 %), pour 31 matchs nuls et 32 défaites. Il est titulaire lors de 137 matchs et n'est remplacé que 22 fois.
- Première sélection : le 14 juin 1980 contre les  Pays-Bas (victoire 3-2)
- Dernière sélection : le 20 juin 2000 contre le  Portugal (défaite 0-3)
- Premier but : le 30 avril 1985 contre la  Tchécoslovaquie (victoire 3-0)
- Dernier but : le 28 juillet 1999 contre la  Nouvelle-Zélande (victoire 2-0)

##### Coupe du monde
| #  | Édition | Tour            | Adversaire          | Score         | Notes                           |
| -- | ------- | --------------- | ------------------- | ------------- | ------------------------------- |
| 1  | 1982    | 1er tour        | Chili               | 4-1           | Entre en jeu à la 61ème minute. |
| 2  | 1982    | 1er tour        | Autriche            | 1-0           | Entre en jeu à la 66ème minute. |
| 3  | 1986    | 1er tour        | Uruguay             | 1-1           | Titulaire.                      |
| 4  | 1986    | 1er tour        | Écosse              | 2-1           | Titulaire.                      |
| 5  | 1986    | 1er tour        | Danemark            | 0-2           | Titulaire.                      |
| 6  | 1986    | 8e de finale    | Maroc               | 1-0           | Titulaire.                      |
| 7  | 1986    | Quart de finale | Mexique             | 0-0 (tab 4-1) | Titulaire.                      |
| 8  | 1986    | Demi-finale     | France              | 2-0           | Titulaire.                      |
| 9  | 1986    | Finale          | Argentine           | 2-3           | Titulaire.                      |
| 10 | 1990    | 1er tour        | Yougoslavie         | 4-1           | Titulaire et capitaine.         |
| 11 | 1990    | 1er tour        | Émirats arabes unis | 5-1           | Titulaire et capitaine.         |
| 12 | 1990    | 1er tour        | Colombie            | 1-1           | Titulaire et capitaine.         |
| 13 | 1990    | 8e de finale    | Pays-Bas            | 2-1           | Titulaire et capitaine.         |
| 14 | 1990    | Quart de finale | Tchécoslovaquie     | 1-0           | Titulaire et capitaine.         |
| 15 | 1990    | Demi-finale     | Angleterre          | 1-1 (tab 4-3) | Titulaire et capitaine.         |
| 16 | 1990    | Finale          | Argentine           | 1-0           | Titulaire et capitaine.         |
| 17 | 1994    | 1er tour        | Bolivie             | 1-0           | Titulaire et capitaine.         |
| 18 | 1994    | 1er tour        | Espagne             | 1-1           | Titulaire et capitaine.         |
| 19 | 1994    | 1er tour        | Corée du Sud        | 3-2           | Titulaire et capitaine.         |
| 20 | 1994    | 8e de finale    | Belgique            | 3-2           | Titulaire et capitaine.         |
| 21 | 1994    | Quart de finale | Bulgarie            | 1-2           | Titulaire et capitaine.         |
| 22 | 1998    | 1er tour        | RF Yougoslavie      | 2-2           | Entre en jeu à la 46ème minute. |
| 23 | 1998    | 1er tour        | Iran                | 2-0           | Titulaire.                      |
| 24 | 1998    | 8e de finale    | Mexique             | 2-1           | Titulaire.                      |
| 25 | 1998    | Quart de finale | Croatie             | 0-3           | Titulaire.                      |

##### Championnat d'Europe
| #  | Édition | Tour        | Adversaire | Score | Notes                           |
| -- | ------- | ----------- | ---------- | ----- | ------------------------------- |
| 1  | 1980    | 1er tour    | Pays-Bas   | 3-2   | Entre en jeu à la 73ème minute. |
| 2  | 1984    | 1er tour    | Portugal   | 0-0   | Entre en jeu à la 67ème minute. |
| 3  | 1984    | 1er tour    | Roumanie   | 2-1   | Titulaire.                      |
| 4  | 1984    | 1er tour    | Espagne    | 0-1   | Titulaire.                      |
| 5  | 1988    | 1er tour    | Italie     | 1-1   | Titulaire et capitaine.         |
| 6  | 1988    | 1er tour    | Danemark   | 2-0   | Titulaire et capitaine.         |
| 7  | 1988    | 1er tour    | Espagne    | 2-0   | Titulaire et capitaine.         |
| 8  | 1988    | Demi-finale | Pays-Bas   | 1-2   | Titulaire et capitaine.         |
| 9  | 2000    | 1er tour    | Roumanie   | 1-1   | Titulaire.                      |
| 10 | 2000    | 1er tour    | Angleterre | 0-1   | Titulaire.                      |
| 11 | 2000    | 1er tour    | Portugal   | 0-3   | Titulaire.                      |

##### Buts
Lothar Matthäus marque son premier but avec l'équipe de RFA le 30 avril 1985, lors d'un match qualificatif pour la Coupe du monde 1986 contre la Tchécoslovaquie. Durant sa carrière, il marque trois buts contre la Yougoslavie, sa victime favorite, dont son seul doublé en sélection le 10 juin 1990, lors du 1er tour du Mondial 1990. La Tchécoslovaquie et la Finlande sont, elles, victimes à deux occasions de Matthäus durant sa carrière. Il marque 8 buts sur pénalty. Ses 23 buts marqués en 22 matchs débouchent sur 17 victoires pour 3 nuls et 2 défaites.
| #  | Date             | Adversaire          | Évolution | Score final | Notes |
| -- | ---------------- | ------------------- | --------- | ----------- | ----- |
| 1  | 30 avril 1985    | Tchécoslovaquie     | 3-0       | 5-1         |       |
| 2  | 5 février 1986   | Italie              | 2-1       | 2-1         | pen   |
| 3  | 17 juin 1986     | Maroc               | 1-0       | 1-0         |       |
| 4  | 25 mars 1987     | Israël              | 2-0       | 2-0         | pen   |
| 5  | 2 avril 1988     | Argentine           | 1-0       | 1-0         |       |
| 6  | 4 juin 1988      | Yougoslavie         | 1-1       | 1-1         |       |
| 7  | 21 juin 1988     | Pays-Bas            | 1-0       | 1-2         | pen   |
| 8  | 31 août 1988     | Finlande            | 3-0       | 4-0         |       |
| 9  | 4 octobre 1989   | Finlande            | 6-1       | 6-1         | pen   |
| 10 | 25 avril 1990    | Uruguay             | 1-1       | 3-3         |       |
| 11 | 10 juin 1990     | Yougoslavie         | 1-0       | 4-1         |       |
| 12 | 10 juin 1990     | Yougoslavie         | 3-1       | 4-1         |       |
| 13 | 15 juin 1990     | Émirats arabes unis | 3-1       | 5-1         |       |
| 14 | 1er juillet 1990 | Tchécoslovaquie     | 1-0       | 1-0         | pen   |
| 15 | 29 août 1990     | Portugal            | 1-0       | 1-1         |       |
| 16 | 19 décembre 1990 | Suisse              | 4-0       | 4-0         |       |
| 17 | 27 mars 1991     | Union soviétique    | 2-0       | 2-1         |       |
| 18 | 1er mai 1991     | Belgique            | 1-0       | 1-0         |       |
| 19 | 18 décembre 1991 | Luxembourg          | 1-0       | 4-0         | pen   |
| 20 | 10 juillet 1994  | Bulgarie            | 1-0       | 1-2         | pen   |
| 21 | 14 décembre 1994 | Moldavie            | 3-0       | 3-0         |       |
| 22 | 18 décembre 1994 | Albanie             | 1-0       | 2-1         | pen   |
| 23 | 28 juillet 1999  | Nouvelle-Zélande    | 2-0       | 2-0         |       |

### Entraineur
mise à jour : 29 avril 2012
| Équipe              | Du                | Au                | Statistiques | Statistiques | Statistiques | Statistiques | Statistiques | Statistiques |
| Équipe              | Du                | Au                | J            | V            | N            | D            | %            |              |
| ------------------- | ----------------- | ----------------- | ------------ | ------------ | ------------ | ------------ | ------------ | ------------ |
| Rapid Vienne        | 6 septembre 2001  | 10 mai 2002       | 32           | 9            | 9            | 14           | 28,13        |              |
| Partizan Belgrade   | 22 décembre 2002  | 13 décembre 2003  | 43           | 28           | 6            | 9            | 65,12        |              |
| Hongrie             | 14 décembre 2003  | 31 décembre 2005  | 28           | 11           | 3            | 14           | 39,29        |              |
| Atlético Paranaense | 11 janvier 2006   | 17 mars 2006      | 7            | 5            | 2            | 0            | 71,43        |              |
| Maccabi Netanya     | 15 juin 2008      | 29 avril 2009     | 45           | 19           | 14           | 12           | 42,22        |              |
| Bulgarie            | 23 septembre 2010 | 19 septembre 2011 | 11           | 3            | 3            | 5            | 27,27        |              |
| Total               | Total             | Total             | 166          | 75           | 37           | 54           | 45,18        |              |

## Revenus
En 1994, selon l'hebdomadaire Sport-Bild, il est le quatrième footballeur le mieux payé d'Allemagne.